# Блаувельт, Абрахам
Абрахам Блаувельт (Блуфилд) (нидерл. Abraham Blauvelt (Blewfield); 16??—1663) — голландский пират и исследователь, действовавший в 1631—1663 годы.
Отважный и находчивый мореплаватель, имя которого в Вест-Индии носят, по меньшей мере, два географических пункта. В начале 30-х годов XVII века Блаувельт исследовал побережье Гондураса и Никарагуа для пиратов с острова Провиденс. Он вернулся в Англию в 1637 году и предложил основывать поселения возле города и реки Блуфилдс в Никарагуа.
Вскоре после того, как посланная испанцами экспедиция оккупировала остров Провиденс в 1641 году, Блаувельт стал военным офицером в шведской Вест-Индской компании. В 1644 году он, командуя собственным кораблем, нападал на испанские суда, используя в качестве базы голландский Новый Амстердам (ныне Нью-Йорк) или залив на юго-западе Ямайки, до сих пор носящий его имя.
После заключения мира между Голландией и Испанией в 1648 году Новый Амстердам перестал привечать Блаувельта. В 1649 году он перевёл свои трофейные корабли в Ньюпорт (ныне — в штате Род-Айленд), где его команда перегрызлась из-за добычи.
Губернатор объявил захват одного из кораблей незаконным, но не имел достаточно сил, чтобы привести своё решение в исполнение. Основатель колонии Роджер Вильямс был уверен, что преступные занятия Блаувельта постоянно подрывали репутацию Род-Айленда. В 1650 году пират владел и командовал захваченным французским кораблем «Ла Гарс» (фр.  La Gars).
В 1663 году Блаувельт жил среди индейцев на мысе Грасия-Диос на границе Гондураса и Никарагуа, заготавливал древесину кампешевого дерева, плавал на трехпушечном барке. В 1663 году он вместе с сэром Кристофером Мингсом отправился в залив Кампече в Мексике.
После этого сведений о Блаувельте нет.